# Ткачёв, Владимир Васильевич
Владимир Васильевич Ткачёв (род. 14 октября 1946) — советский и украинский военнослужащий, генерал-полковник, командующий войсками Противовоздушной обороны Украины (2000—2001).

## Биография
Родился 14 октября 1946 года в городе Лабинск Краснодарского края. В 1968 году окончил Энгельсское зенитное ракетное училище противовоздушной обороны, Военную академию Противовоздушной обороны им. Г. Жукова (1977), Военную академию Генерального штаба Вооружённых Сил СССР. (1988). Кандидат военных наук.
С 1977 года проходил службу на должностях командира зенитно-ракетного дивизиона, заместителя командира зенитно-ракетного полка, командира группы зенитных ракетных дивизионов — заместителя командира зенитной ракетной бригады, командира зенитной ракетной бригады, заместителя командира дивизии ПВО. С июня 1988 по июнь 1989 г. — командир дивизии ПВО, до сентября 1991 г. — командир корпуса ПВО. С сентября 1991 г. — первый заместитель командующего 6-й отдельной армии ПВО, начальник штаба — первый заместитель командующего 8-й отдельной армии ПВО, начальник штаба — первый заместитель командующего войск ПВО Украины. С мая 1993 по май 1996 г. — начальник штаба организационного ядра командование ВВС Украины, начальник Главного управления войск ПВО, начальник штаба оперативного руководства ВВС (войск обороны воздушного пространства), начальник штаба — первый заместитель командующего Войск ПВО Украины. С июня 1996 г. — помощник Министра обороны Украины, с февраля 1997 г. — начальник управления делами Министерства обороны Украины — помощник Министра обороны Украины. С декабря 1997 г. — начальник Администрации Министерства обороны Украины — помощник Министра обороны Украины. С июля 2000 г. — заместитель Министра обороны Украины — командующий Войсками ПВО Украины. С августа 2001 по февраль 2002 г. — Главнокомандующий Войск Противовоздушной обороны Вооружённых Сил Украины. В 2002 году после катастрофы Ту-154 над Чёрным морем был уволен из рядов Вооружённых Сил Украины в запас.
Председатель Правления ЧАО «Военно-Страховая Компания» (код ЕГРПОУ 31304718) по состоянию на 16.02.2022 г.

## Награды и отличия
- Орден «Красной Звезды»,
- Орден «За службу Родине в Вооружённых Силах СССР» III ст.,
- Орден Святого Станислава[3]